# Campeonato Nacional de Albania 1947
El Campeonato Nacional de Albania de 1946 (en albanés, Kampionati Kombëtar Shqiptar 1946) fue la 10a. edición del Campeonato Nacional de Albania.

## Resumen
La liga fue disputada por 9 equipos. Partizani ganó el campeonato.

## Clasificación
| Pos. | Equipo             | PJ | PG | PE | PP | GF | GC | Dif. | Pts. |
| ---- | ------------------ | -- | -- | -- | -- | -- | -- | ---- | ---- |
| 1    | Partizani          | 16 | 14 | 1  | 1  | 56 | 15 | +41  | 29   |
| 2    | Vllaznia           | 16 | 13 | 2  | 1  | 63 | 9  | +54  | 28   |
| 3    | Dinamo Korça       | 16 | 9  | 6  | 1  | 48 | 16 | +32  | 24   |
| 4    | Ylli i Kuq Durrës  | 16 | 6  | 3  | 7  | 30 | 25 | +5   | 15   |
| 5    | 17 Nëntori         | 16 | 5  | 4  | 7  | 26 | 51 | -25  | 14   |
| 6    | Tomori             | 16 | 4  | 2  | 10 | 27 | 48 | -21  | 10   |
| 7    | Flamurtari         | 16 | 3  | 3  | 10 | 20 | 42 | -22  | 9    |
| 8    | Bashkimi Elbasanas | 16 | 2  | 4  | 10 | 16 | 37 | -21  | 8    |
| 9    | Shqiponja          | 16 | 3  | 1  | 12 | 12 | 55 | -43  | 7    |

Nota: 'Dinamo Korça' es Skënderbeu, '17 Nëntori' es SK Tirana,' Ylli i Kuq Durrës' es Teuta, 'Bashkimi Elbasanas' es KS Elbasani y 'Shqiponja' es Luftëtari.